# 檜尾寺
檜尾寺（ひのおじ）は、滋賀県甲賀市甲南町池田にある天台宗の寺院。山号は補陀洛山。本尊は千手観音。

## 歴史
寺伝によれば、大師が根本中堂を建立の際、木材を求めてこの地を訪れたが、大蛇が山にいて樹木を焼き人々に害をなしていた。大師の夢に老翁が現れ、｢降伏せんと欲する大蛇は不加天津彦火瓊杵尊神なり。龍法を禁じ我これより南山那智に居す。｣と言って姿を消した。大師は観音の霊告を喜び千手観音像を自作した。明神本迹の修法をしたところ、蛇はその形を変え、雲煙となった。これにより、補陀落山、火尾寺と号した。
853年（仁寿3年）に円仁が文徳天皇の奉勅により堂宇を再建したと伝えられる。この時、火の字を檜に変え、檜尾寺と改称した。かつては檜尾社の別当職として28院6坊を有する大寺であった。
永禄（1558年-1570年）以降、数回の兵火にかかり、宝永年間（1704年-1711年）に隆照大和尚が再建した。また、安政年間（1854年-1860年）に元空大和尚が現在の本堂を再建した。
明治維新前は境内を接する檜尾神社の別当寺で、これに文殊院が接している。

## 文化財
以下の2体が収蔵庫に保管されている。毎年1月1から3日、2月1日、8月18日（採燈護摩）の5日間のみ拝観可能。
- 木造千手観音立像 鎌倉時代（国の重要文化財） - 像高145cm、檜材、寄木造、彫眼、漆箔
- 木造釈迦如来立像 鎌倉時代（市指定文化財） - 像高178.5cm、寄木造、漆箔、院派仏師作

## 札所
- 近江西国第三十三箇所第30番[2]
- 甲賀西国三十三所第11番
- びわ湖百八霊場第84番[1]

## 境内

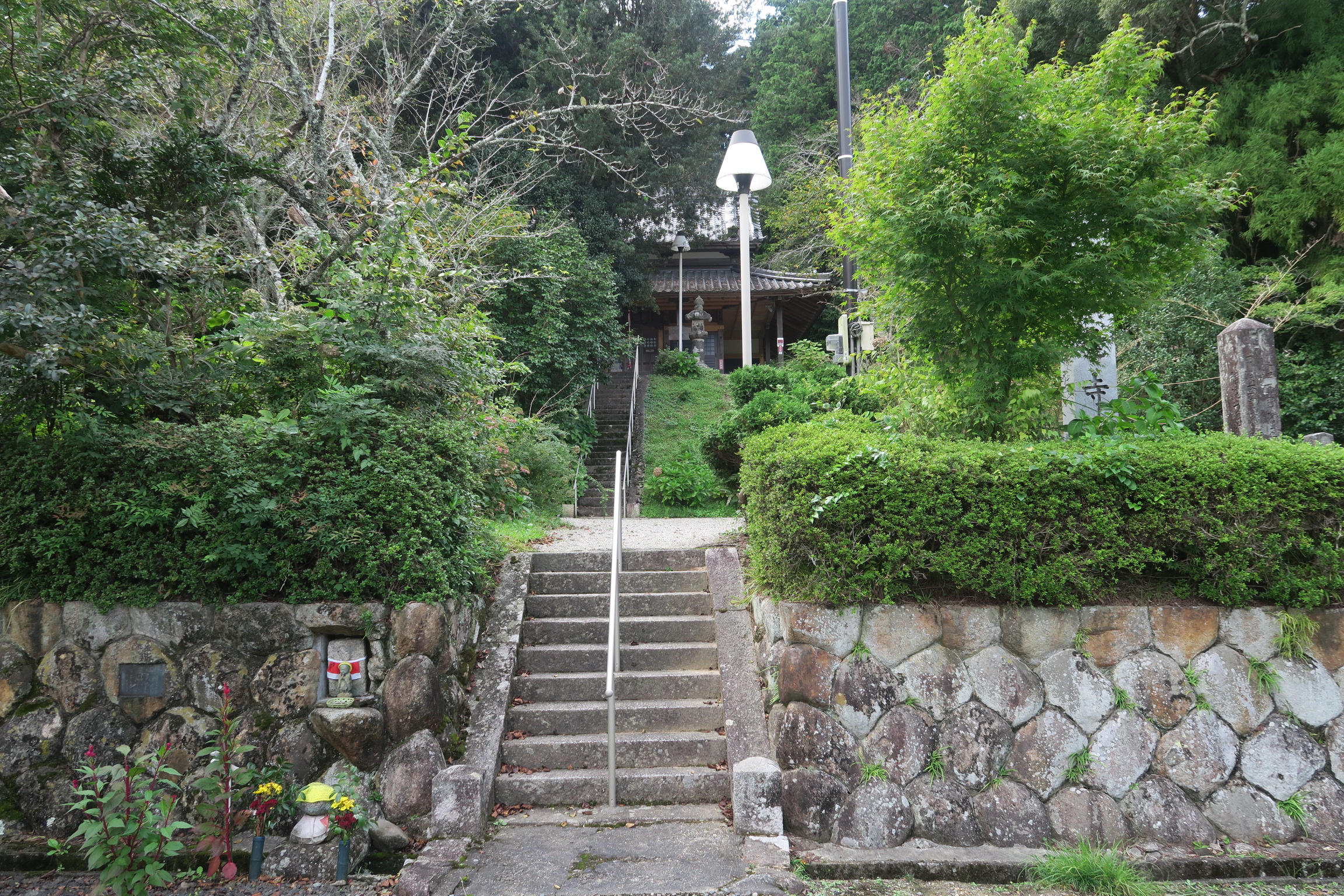
入口付近
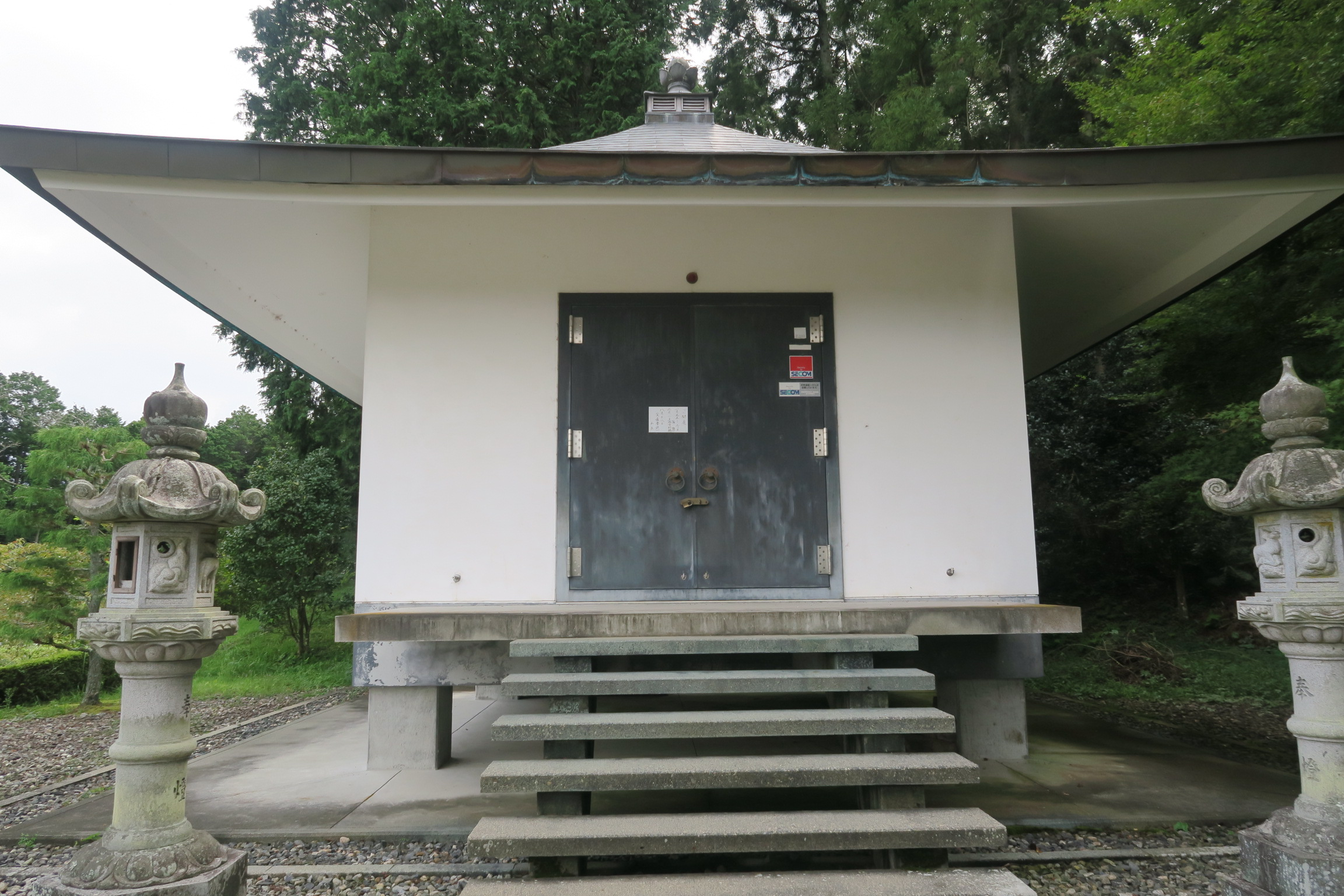
収蔵庫
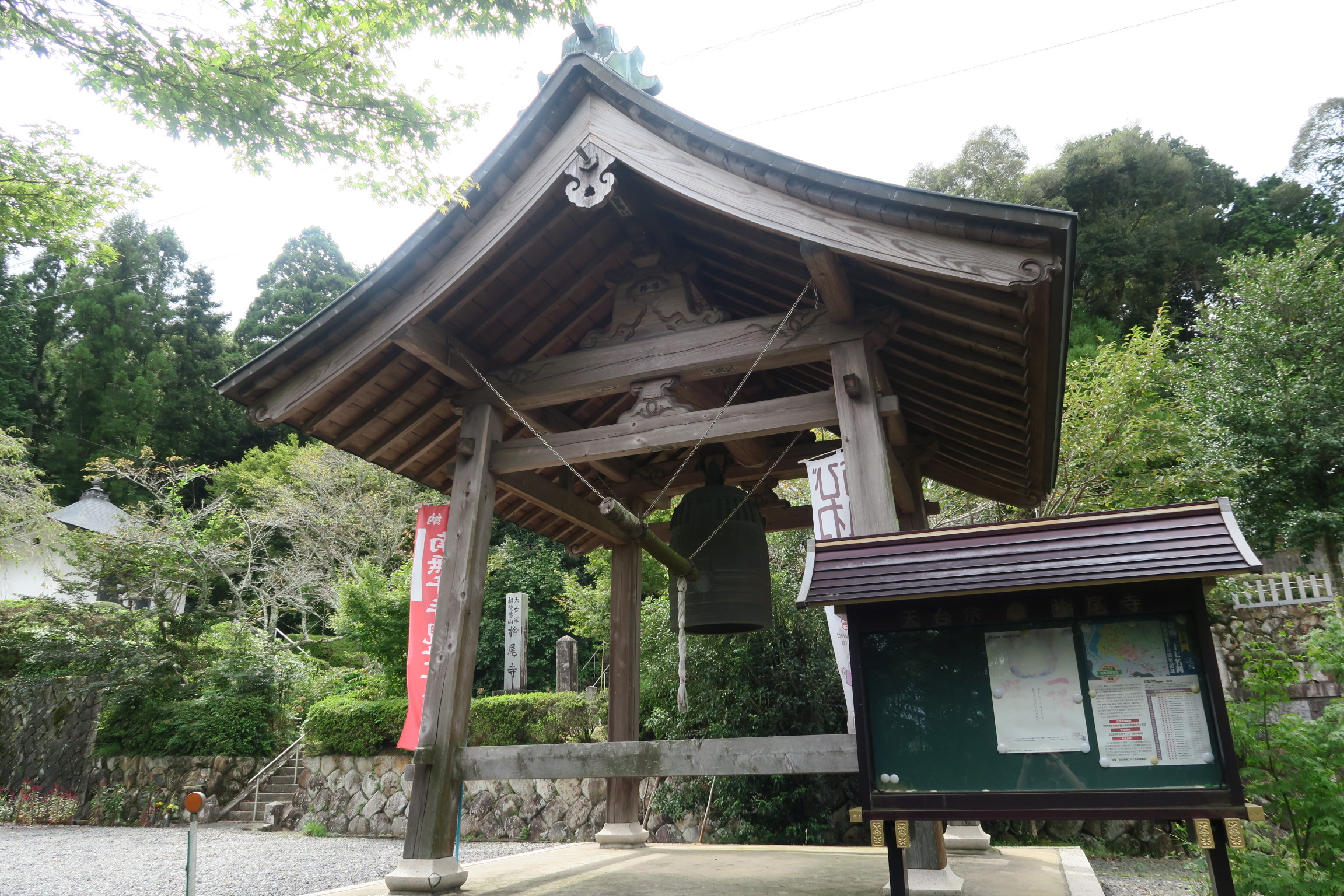
鐘楼